# Alloza
Alloza è un comune spagnolo di 720 abitanti situato nella comunità autonoma dell'Aragona.